# 中央ヨーロッパ大学

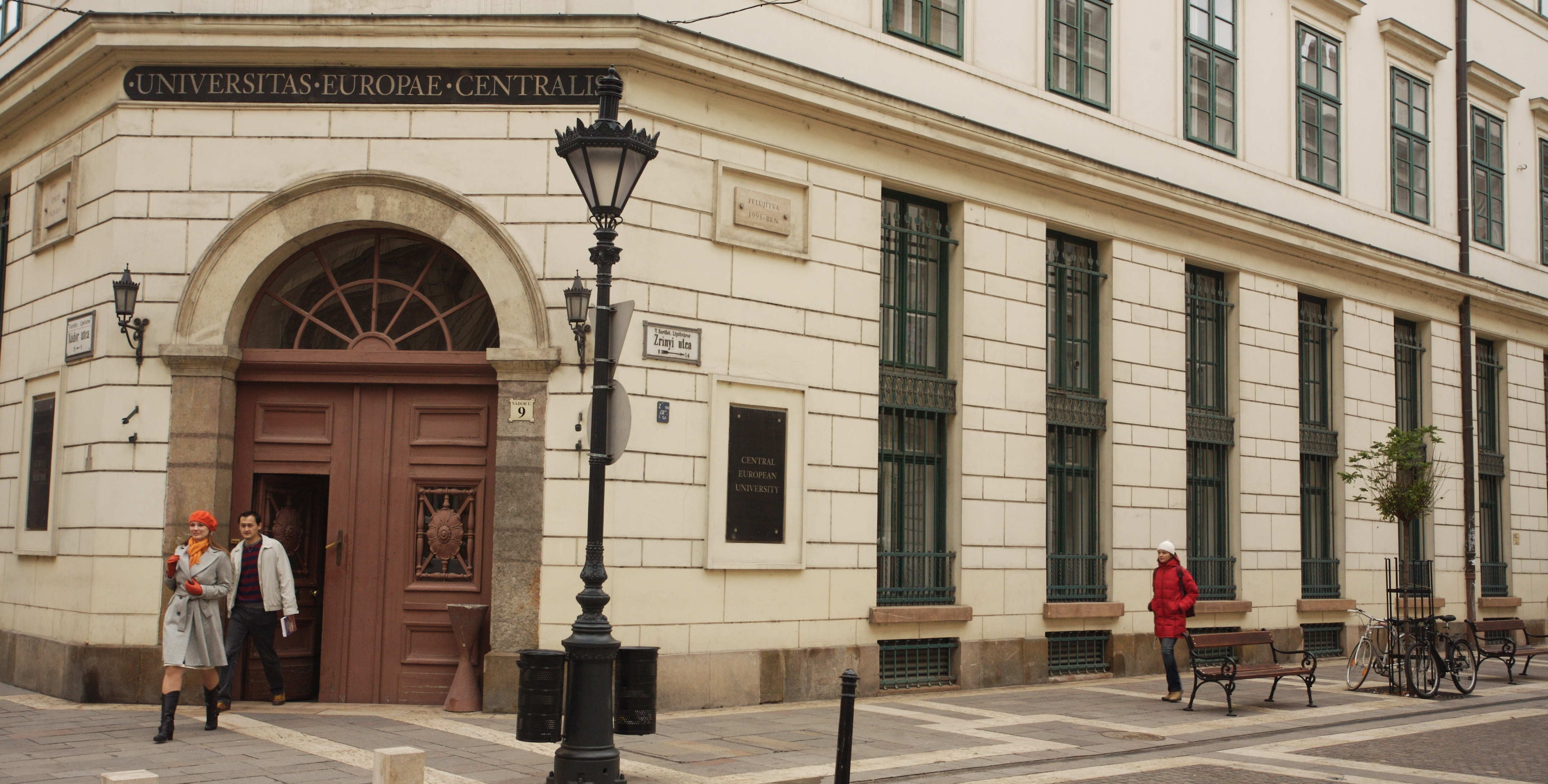
CEUの入り口（ハンガリー）

中央ヨーロッパ大学 (Central European University、略称：CEU) は、1991年に創立された、オーストリアのウィーンとハンガリーのブダペストにある英語で授業を行うスタイルの国際的な私立研究大学である。オーストリア・米国・ハンガリーから正規の高等教育機関としての認定を受けている。同大学では社会科学、人文科学、法学、公共政策、ビジネスマネジメント、環境科学、数学の学位を取得できる。
100カ国以上の国からの出身者を含む、およそ1,600人の学生が学んでおり、教員は300人以上で、出身国は学生同様30カ国もの国々に渡り、総じて極めて国際的でリベラルな校風である。ブダペスト出身で共同創設者の一人であるジョージ・ソロスは、設立に当たり4億2,000万ユーロを自身のオープン・ソサエティ財団を通じて同大学に出資している。その後の更なる資金援助により、CEUは現在、8億8,000万ドル（2010年）もの豊富な大学基金を持つ、ヨーロッパで8番目に資金力のある大学となっている。
CEUは1991年に創立されたばかりのいまだ若く新しい大学であるが、すでに優れた業績で知られており、さまざまな大学ランキングにおいて高い評価を得ている。ドイツの新聞ディー・ツァイトの調査によれば、政治科学部は、ヨーロッパにおけるもっとも優れた政治科学部の一つであり、第5位に位置付けられている。また、QS TOPMBAの調査によれば、常にヨーロッパのもっとも優れたビジネススクールの一つとされている。
リベラルアーツに強みを持ち、世界的にも評価が高い。2023年版QS世界大学ランキングでは、国際政治学の分野で世界26位、哲学の分野で34位となった。他にも、文化人類学、社会学、歴史学、社会政策学の分野で世界ベスト100に入っている。

## 歴史
CEUは1991年に、共産主義の崩壊と共に設立され、創設の目的は、開かれた社会と民主化に向けた取り組みを研究することにあり、西側をモデルとした教育機関が地域間の協調を推し進め、民主化に向けた旧共産主義国の新しい世代のリーダーを育成することであった。設立から10年を迎えた頃より、関心領域はさらに世界各国における民主化や人権へと拡大され、学際的な研究と実際的な政策決定を主導し、「良い統治」と法の支配を広げるため、地域研究と国際的な研究を組み合わせた比較研究を発展させている。
2018年12月3日、CEUは、ハンガリー政府が同大学のハンガリーでの事業継続を認める協定への署名を拒否したため、ブダペストでの事業を停止し、ウィーンに移転することを発表した。この「亡命」は、大学とヴィクトル・オルバン政権との間の長い法廷闘争の結果であり、現代のハンガリー政治のより広い文脈の中に位置づけられる。この状況はハンガリーにおける学問の自由に関する言説を呼び起こし、CEUを支持する広範な抗議行動に拍車をかけた。2020年10月6日、欧州司法裁判所は、ハンガリー政府によって作成された「lex CEU」法案は欧州連合の法律と両立しないという判決を下した。

## 関係者
- マイケル・イグナティエフ
- アーネスト・ゲルナー
- ギオルギ・マルグヴェラシヴィリ
- トレンセニ・バラス